# مشرفة رجل لهذا الزمان (مسلسل)
مشرفة رجل لهذا الزمان مسلسل تلفزيوني مصري عرض في 2011.

## قصة المسلسل
تدور أحداث المسلسل حول حياة العالم المصري الراحل الدكتور علي مصطفى مشرفة أول مصرى يحصل على دكتوراه الفلسفة والعلوم من جامعة في إنجلترا ويحكي المسلسل الصعوبات التي واجهها في عمله إلى أن يتم قتله، كما يرصد المسلسل المتغيرات التي طرأت على المجتمع المصري خلال الفترة الزمنية التي عاشها مشرفة.

## الشخصيات
- أحمد شاكر عبد اللطيف: علي مصطفي مشرفه: العالم المصري

### العائلة
| - هنا شيحة: دولت \| زوجة علي مصطفي - منال سلامة: نفيسة \| والدة وأخت علي مصطفي - ياسر فرج: مصطفى\| أخو علي مشرفة - تامر يسري: عطية \|أخو مصطفي | - حسام فارس: اليوزباشي حسن \| أخو علي مصطفي - مفيد عاشور: محمد بك الجندي \| زوج أخت مصطفي - نرمين زعزع: هيلدا \| زوجة مصطفي أخت علي | - مؤمن نايل: علي مصطفي مشرفه \| (مرحلة الشباب) - سميرة عبد العزيز: جدة علي مصطفى - جلال عبد القادر \| والد دولت |

### رجال السياسة
| - بهاء ثروت: محمود فهمي النقراشي باشا \| وزير المعارف - شريف خير الله: مكرم عبيد\| سياسي وفدي - طارق عبد العزيز: مصطفى النحاس \| رئيس حزب الوفد - سامي عبد الحليم: إسماعيل صدقي باشا \| رئيس وزراء مصر - هاني كمال: أحمد ماهر باشا \| وزير سياسي | - عبد الرحيم حسن: علي باشا ماهر \| وزير سياسي - بسام رجب: فؤاد سراج الدين \| سياسي وفدي - محمود طوبار \| محمد حسين هيكل \| أديب كبير - أيمن عزب: أحمد حسنين باشا \| رئيس الديوان الملكي | - نبيل نور الدين: الملك فؤاد الأول \| ملك مصر - خليل مرسي: سعد زغلول \| مؤسس الوفد - محمد البياع: الملك فاروق الأول \| ملك مصر - أحمد القصبي: حيدر باشا |

### أساتذة الجامعة
| - عبد العزيز مخيون: أحمد لطفي السيد \| وزير تعليم - كريم كوجاك: د.أحمد زكي \| زميل د. علي - إبراهيم يسري: طه حسين\ عميد الأدب العربي - يوسف فوزي: د. سميث \| دكتور بجامعة القاهرة | - محمد عبد الجواد: حسن أفلاطون \| عالم مصري - حسن كامى: د. بانجام \| عميد لجامعة القاهرة - محمد نصر: د. محمد مرسي أحمد \| زميل د. مشرفة | - محمد مرزبان: د.ريتشاردسون \| د. بالجامعة - أيمن الشيوى: برهام \| مساعد لد. علي - ياسمين جمال: سميرة موسي \| العالمة المصرية |

### الأصدقاء
| - محمد سليمان: محمد عبد الوهاب \| موسيقار الأجيال - هبة مجدي:ليز: حب علي مشرفة الأول |

### أخرى
| - منة فضالي: محروسة \| بنت فقيرة عطف عليها حسن - أحمد خليل: \|والد ليز - أحمد عبد الوارث: \|زكي باشا العرابي | - محمد السماحي: أبو بكر خيرت \| - فادى فايز\| سليم عبد الشافى \| - كارولين خليل: جوانا \| زوجة مصطفى الثانية | - نادية رشاد: والدة ليز - حمدي السخاوي : مدرس علي بالجامعة - عبد السلام الدهشان :سكرتير عام وزارة التعليم |

 بالإضافة إلي:
محمد ريحان - فاروق الرشيدي - د. سمير الملا - عفاف حمدي - د.محمود اللوزي - محمود البنا - عبير منير - أحمد جمال - د.منير وليم - هبة حسن - رشا سامي - مصطفى طلبة - - حمادة عبد الحليم - سمير فهمي - عادل خلف - أمينة سالم - محمد شاهين - عبد الحميد سند - عمرو أبو النصر - وائل فريد - محمد بركات - جو فهمي - سيد ممدوح - حسن الوزير - طارق سليمان - منال عبد الغني - نيرة عارف.